# Catherine Talbot
Catherine Talbot (mai 1721 - 9 janvier 1770) est une auteure anglaise et membre de la Blue Stockings Society.

## Biographie
Elle est l'enfant posthume et unique d'Edward Talbot, deuxième fils de William Talbot, évêque de Durham, et de son épouse Mary (décédée en 1784), fille de George Martyn, prébendier de Lincoln. Son oncle Charles Talbot, autre fils de l'évêque, est Lord grand chancelier. Son père, Edward, qui est élu membre de l'Oriel College d'Oxford et nommé archidiacre de Berkshire en 1717, meurt le 9 décembre 1720. Au moment de sa mort Catherine Benson (sœur de Martin Benson, évêque de Gloucester) réside chez lui, et lors de son mariage avec Thomas Secker, un protégé de Talbot, en 1725, Mrs. Talbot et Catherine, qui ne sont pas aisés, vont vivre avec le couple nouvellement marié et restent membres de la maison jusqu'à la mort de Secker en 1768.
L'éducation de Catherine est supervisée par Secker. Elle devient savante dans les Écritures et une linguiste accomplie. Elle peint également à l'aquarelle et lit beaucoup. Enfant, son talent est reconnu, notamment par Thomas Rundle. Février 1741 voit le début de son amitié de toute une vie avec Élisabeth Carter à qui elle est présentée par Wright, le tuteur de Mlle Talbot en astronomie. Les deux dames entretiennent une correspondance animée et abondante.
Comme Secker est successivement recteur de St. James's, de Westminster, évêque d'Oxford, Doyen de Saint-Paul, et enfin en 1758 archevêque de Cantorbéry, Catherine Talbot fréquente la société de son temps. Elle connait entre autres l'évêque Butler, Lord Lyttelton, William Pulteney (1er comte de Bath), Elizabeth Montagu, la duchesse de Somerset, avec qui elle séjourne à Percy Lodge, et Samuel Richardson. Richardson discute de Sir Charles Grandison avec elle et Elizabeth Carter, adopte leurs suggestions et leur envoie des parties du roman à lire avant publication. Catherine Talbot rend visite à Richardson à North End, Hammersmith. Elle encourage également Carter à traduire Épictète et correspond avec elle sur le sujet pendant que le travail est en cours.
Pendant toute la durée de sa résidence chez lui, Catherine Talbot est l'aumônière de Secker. En 1760, accompagnée d'Elizabeth Carter, elle se rend à Bristol pour sa santé. Secker meurt en 1768, laissant à Mrs. Talbot et sa fille 13 000 £ de fonds publics. Les dames déménagent de Lambeth Palace à Lower Grosvenor Street. Là, Catherine meurt d'un cancer le 9 janvier 1770, à l'âge de 48 ans. Plusieurs poèmes sont écrits à sa louange.

## Œuvres
Sa santé l'empêche de continuer à travailler, mais elle écrit des essais et des pièces détachées dans un «livre vert», auquel ses amis se référaient constamment. Ils n'ont pas réussi à la persuader de publier ses compositions. Elle contribue cependant à un article pour The Rambler de Samuel Johnson (n° 30 à 39 ?[réf. souhaitée], 30 juin 1750).
Mme Talbot met les manuscrits de sa fille entre les mains d'Elizabeth Carter, laissant leur publication à sa discrétion. En 1770, Elizabeth Carter publie à ses frais les Réflexions sur les sept jours de la semaine de Catherine Talbot, ouvrage constamment réimprimé. Les Réflexions portent sur des sujets religieux et moraux. En 1772, un autre livre de Catherine Talbot, Essais sur divers sujets, est publié. Il contenait des essais, des dialogues, des pastorales en prose, un conte de fées, des imitations d'Ossian, des allégories et quelques poèmes originaux. Entre 1772 et 1819, plusieurs éditions complètes de ses œuvres paraissent. Sa correspondance avec Elizabeth Carter, publiée en 1809, montre un intérêt pour les affaires publiques, l'observation des hommes et des mœurs, et de l'affection pour ses amis.